# Оберлинско-Веллингтонская спасательная операция

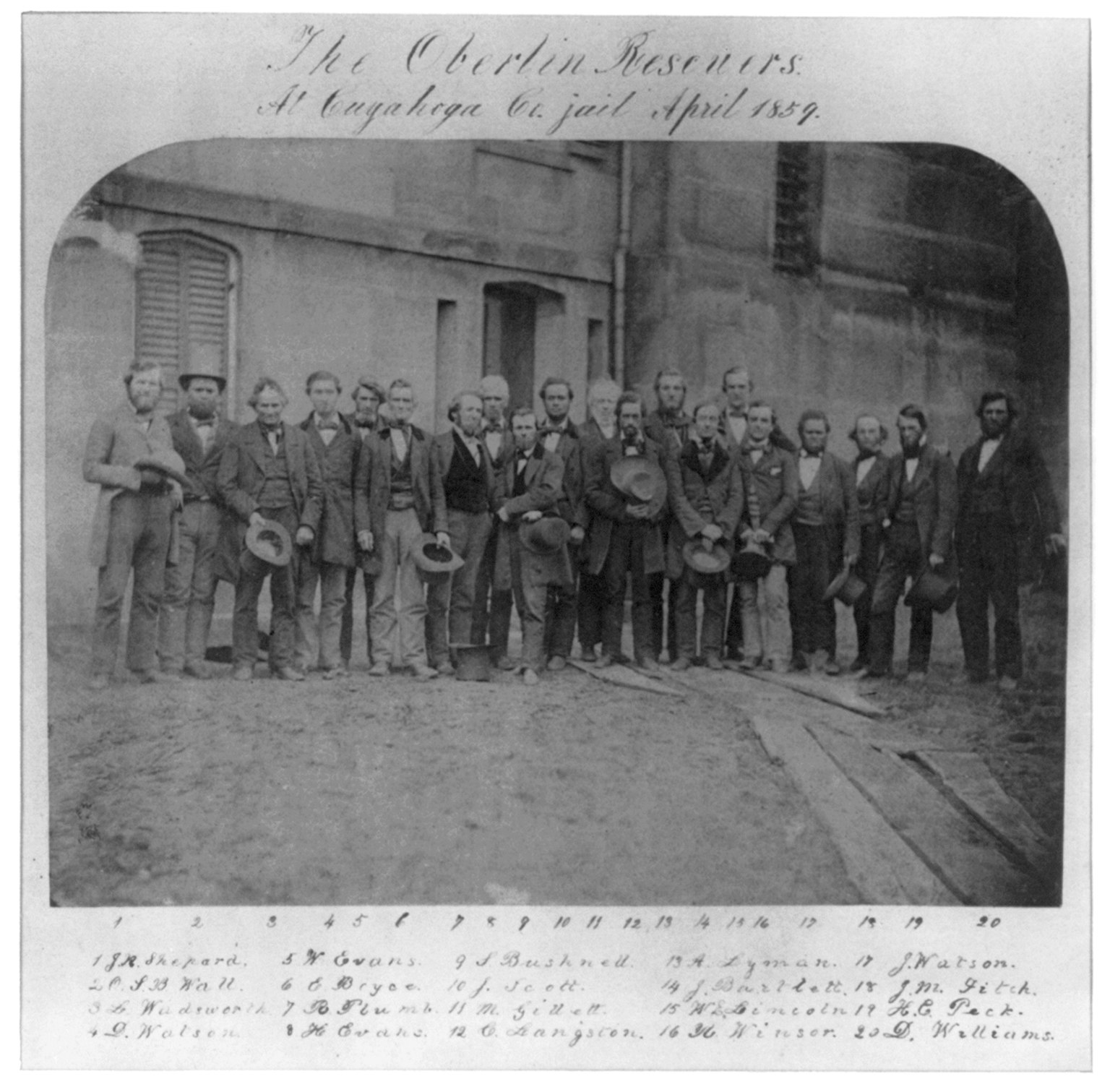
Двадцать из тридцати семи граждан Оберлина и Веллингтона, обвиненных в нарушении закона за помощь Джону Прайсу в побеге от работорговцев.

Оберлинско-Веллингтонская спасательная операция (англ. Oberlin–Wellington Rescue) — спасение беглого раба Джона Прайса жителями города Оберлин из штата Огайо от действия закона о беглых рабах, в соответствии с которым он должен был быть возвращён своему владельцу в Кентукки. Оберлин был известен как центр аболиционизма, в нём располагался колледж, принимавший учеников вне зависимости от их пола и расы. Прайс прожил там около двух лет после побега, пока его не узнал сосед бывшего хозяина. Бывший владелец Джон Бэкон отправил ловца рабов для поимки Прайса, который вместе с помощниками выманил его из города и похитил, спрятав его в отеле в соседнем городе Веллингтон. Весть об исчезновении Прайса быстро разошлась по городу, после чего около несколько сотен горожан отправились в Веллингтон и, окружив отель, вытащили беглого раба из окна и увезли обратно в Оберлин, после чего он прятался в доме будущего президента колледжа Джеймса Фэрчайлда и в конечном итоге, скорее всего, был переправлен в Канаду. Тридцать семь спасателей, как чернокожих, так и белых, были обвинены в нарушении федерального закона, но только двое из них предстали перед судом. 6 июля 1859 года они были освобождены. Судебный процесс привлек внимание всей страны и снова накалил дискуссии вокруг рабства.

## Ход событий
В 1833 году в Оберлине был основан колледж, практиковавший совместное обучение мальчиков и девочек, что было новшеством для того времени, а с 1835 учреждение стало принимать всех студентов вне зависимости от их расы. Многие жители города были открытыми аболиционистами и решили основать Оберлинское общество борьбы с рабством, которое ставило своей целью немедленное освобождение всех невольников и достижение ими морального и политического равенства с белыми. Некоторые горожане стали помогать беглым рабам достичь Канады, организовав перевалочные пункты в Оберлине в рамках «Подземной железной дороги».
После принятия закона о беглых рабах 1850 года аболиционисты начали опасаться угрозы со стороны ловцов рабов, которые нанимались рабовладельцами для поиска сбежавших невольников. Согласно этому закону, федеральные маршалы получали вознаграждения за аресты и возвращения предполагаемых беглых рабов, а любой человек, оказавший помощь беглецам мог быть оштрафован или заключён в тюрьму. В середине 1850-х Джон Прайс сбежал от своего хозяина Джона Бэкона из Кентукки, поселился в Оберлине и жил там около двух лет, пока осенью 1858 года его не узнал сосед бывшего хозяина. Ловцы рабов Андерсон Дженнингс и Ричард Митчелл сговорились похитить его и вернуть в рабством. Вместе с сообщниками они выманили Прайса из города, пообещав ему работу, после чего силой затащили его в экипаж и увезли в город Веллингтон, находившийся в 8 милях к югу от Оберлина.
Новость о похищении Прайса быстро разошлась по Оберлину, после чего студенты и преподаватели колледжа, а также простые граждане отправились в Веллингтон на повозках, экипажах и даже пешком, чтобы освободить Прайса. От 200 до 600 человек заполнили улицы вокруг отеля «Уодсворт», где работорговцы держали Прайса, и спорили с захватчиками, не соглашаясь с законностью захвата. Когда в город прибыл поезд, идущий на юг, на котором Прайс должен был быть возвращён обратно, толпа начала прорываться в гостиницу. В суматохе освободители вытащили Прайса из окна и помогли ему вернуться в Оберлин. Сначала он прятался в дома Джеймса Фитча, но потом перебрался в дом профессора Джеймса Фэрчайлда, так как Фитч был известным проводником подземной железной дороги, а Фэрчайлд имел репутацию более консервативного и законопослушного гражданина, но также осуждал рабство. Скорее всего, позднее Прайс смог добраться до Канады, но о его жизни там ничего не известно.
Празднования в Оберлине по случаю спасения Прайса были омрачены, тем что тридцати семи спасителям были предъявлены обвинения в нарушении закона о беглых рабах. Из них 25 были из Оберлина, а 12 — из Веллингтона. Не соглашаясь с обвинением, многие из спасателей вместе со своими жёнами посетили «пир преступников» 11 января 1859 года, проходивший под музыку оберлинского оркестра. Выступавшие на мероприятии горячо критиковали рабство. Вскоре начались затяжные судебные процессы, а спасители были заключены в тюрьму за отказ внести залог. Окружной суд США предъявил им обвинения в Кливленде, судебное разбирательство было назначено на март 1859 года. Общественное мнение в то время было на стороне обвиняемых. Им предстояло встретиться с кливлендским жюри, состоявшим из противников отмены рабства, что практически гарантировало им наказание. Адвокаты обвиняемых использовали процесс, чтобы говорить о ужасах рабства; двое обвиняемых распространили 5000 экземпляров газеты «Спасатель» из тюрьмы. Первыми перед судом предстали Симеон Бушнелл и афроамериканец Чарльз Лэнгстон, которых признали виновными и заключили в тюрьму, в то время как остальные дела продолжались до июльских слушаний. 24 мая 1859 года в Кливленде состоялся массовый митинг в их поддержку. Вскоре между сторонами процесса была достигнута договорённость и 6 июля 1859 года спасители были освобождены.